# Студзянкі (Пйотрковський повіт)
Студзянкі (пол. Studzianki) — село в Польщі, у гміні Вольбуж Пйотрковського повіту Лодзинського воєводства.
Населення — 167 осіб (2011).
У 1975-1998 роках село належало до Пйотрковського воєводства.

## Демографія
Демографічна структура станом на 31 березня 2011 року:
|          | Загалом | Допрацездатний вік | Працездатний вік | Постпрацездатний вік |
| -------- | ------- | ------------------ | ---------------- | -------------------- |
| Чоловіки | 79      | 13                 | 56               | 10                   |
| Жінки    | 88      | 16                 | 54               | 18                   |
| Разом    | 167     | 29                 | 110              | 28                   |